# Sant'Egidio del Monte Albino
Sant'Egidio del Monte Albino (San Gilje in campano) è un comune italiano di circa 8802 abitanti della provincia di Salerno in Campania, il cui territorio rientra parzialmente nel parco regionale dei Monti Lattari tra l'Agro nocerino-sarnese e l'entroterra della costiera amalfitana. Nel 1997 insieme alla costiera amalfitana è iscritta al patrimonio mondiale UNESCO. La cittadina è detta "porta della Costa d'Amalfi", essendo collegata alla celebre costiera attraverso il valico di Chiunzi.

## Geografia fisica

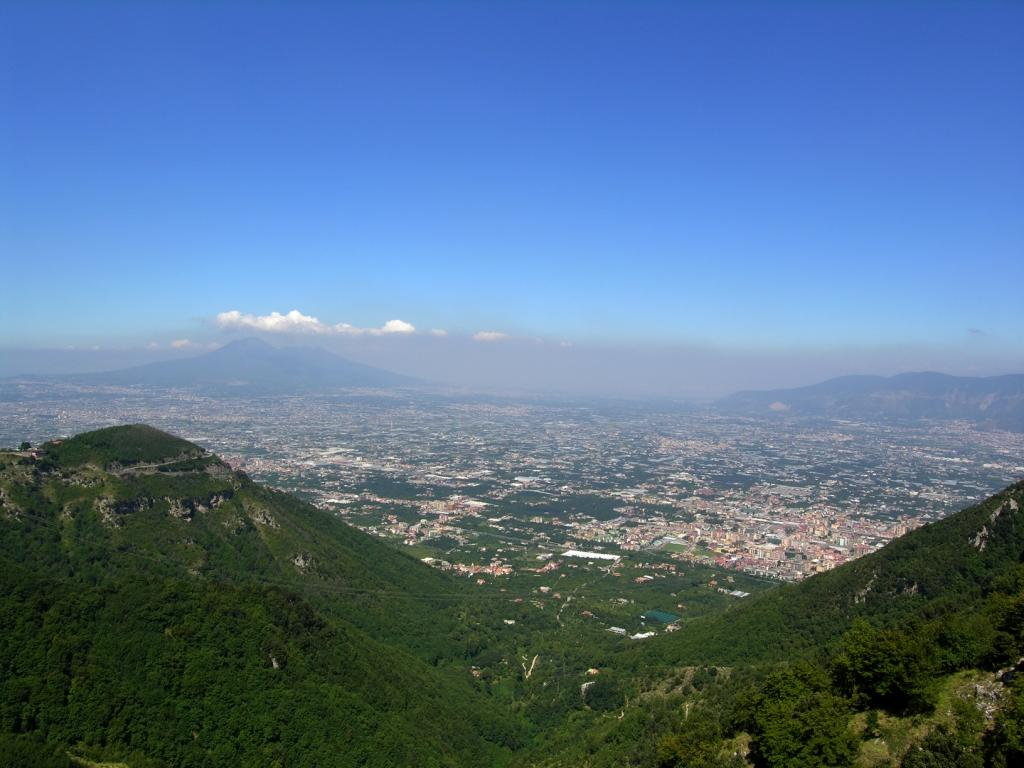
Vista dell'Agro dal valico di Chiunzi

Il comune sorge alle pendici dei Monti Lattari, nei pressi del Monte Albino, sulla sponda settentrionale dell'entroterra della costiera amalfitana. Ha fatto parte, fino allo scioglimento della stessa (2008), della Comunità montana Penisola Amalfitana. Il comune rientra nella Comunità montana Monti Lattari. Il territorio del comune rientra, inoltre nell'Agro nocerino-sarnese.
Dall'aprile 2013 fa parte dell'Unione dei comuni Terre dell'Agro, assieme ai comuni di San Marzano sul Sarno e Corbara.
- Classificazione sismica: zona 2 (sismicità media), Ordinanza PCM. 3274 del 20/03/2003.

## Storia

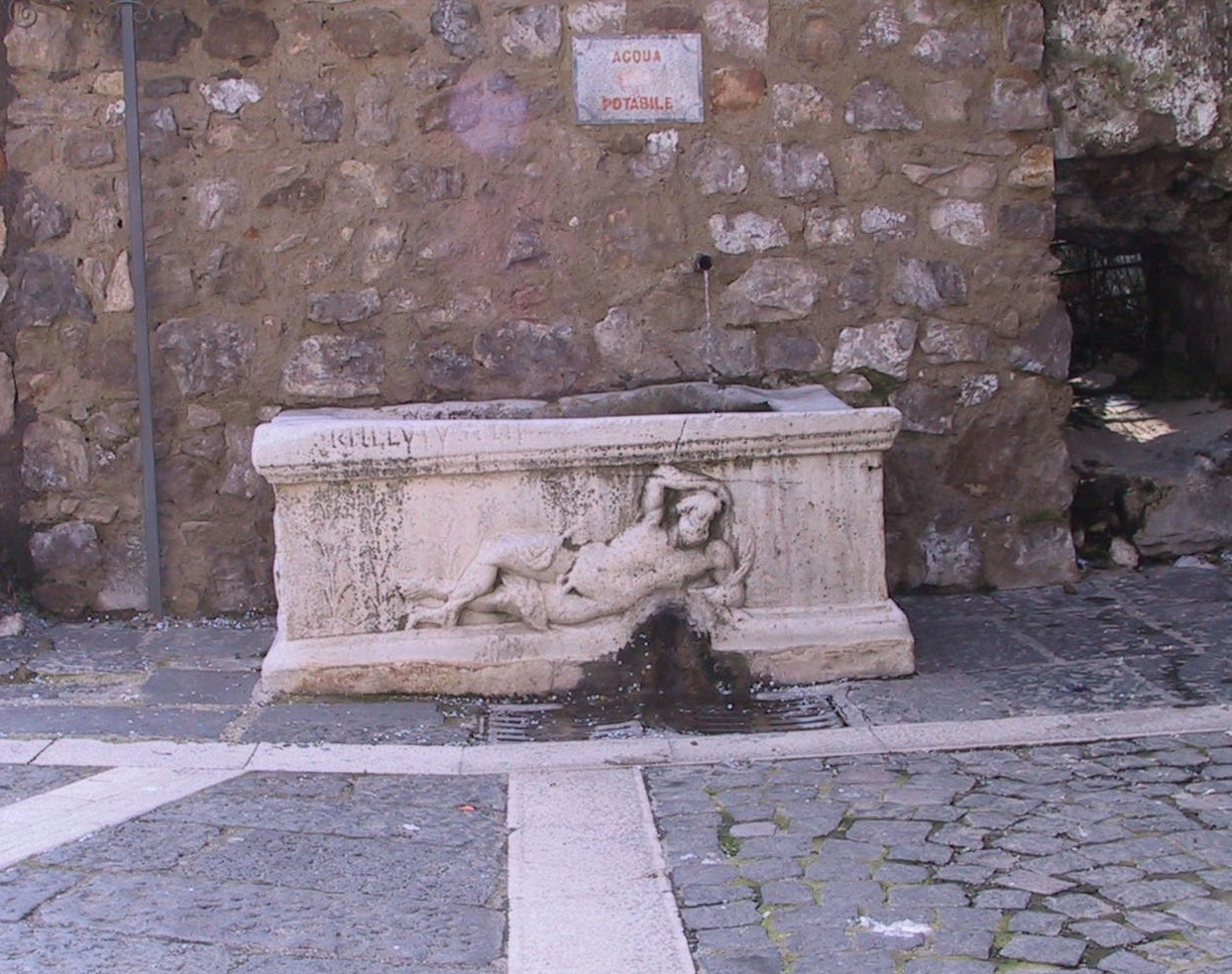
Il fonte Helvius (con immagine del dio Sarno)

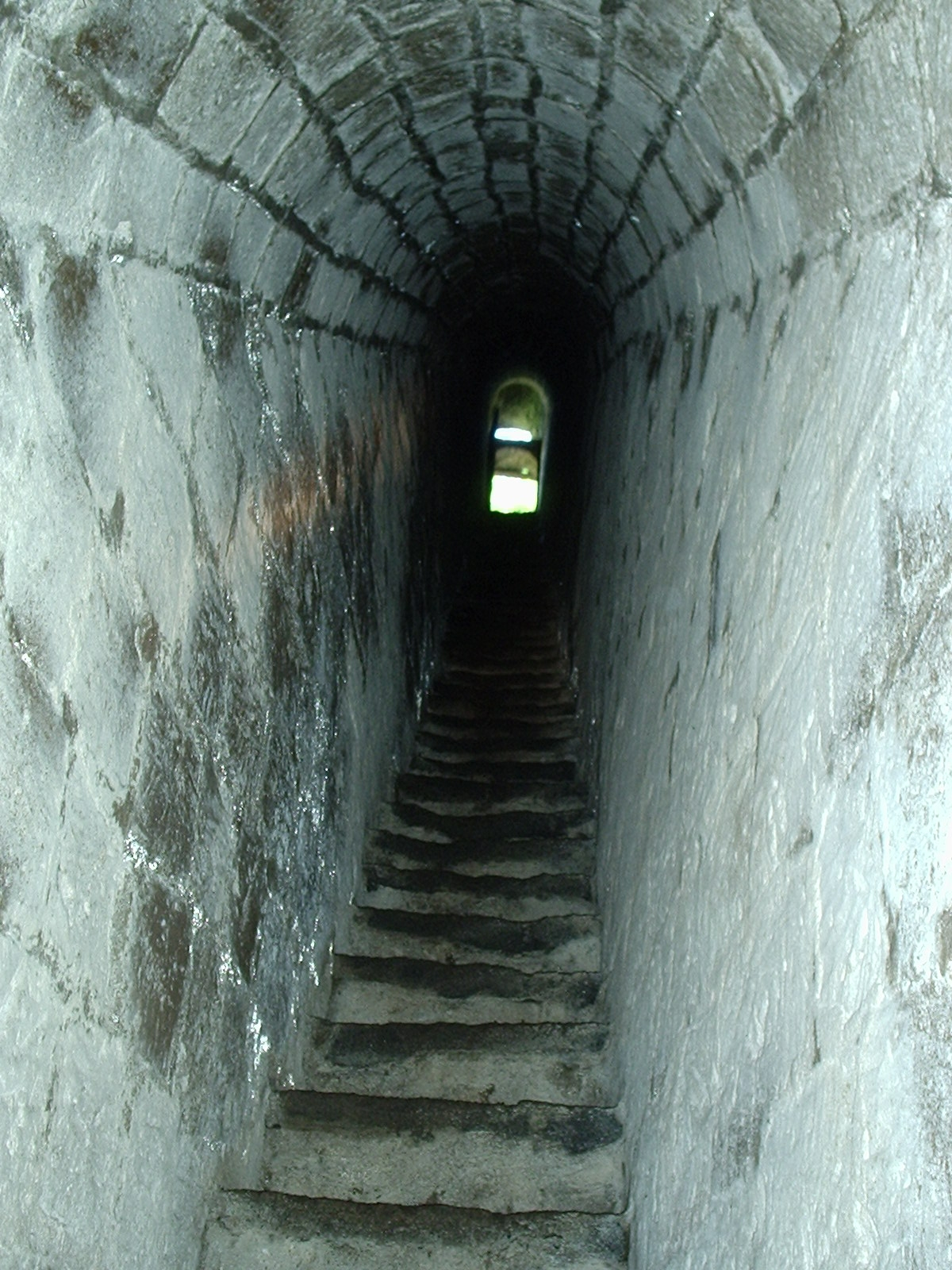
Accesso all'acquedotto

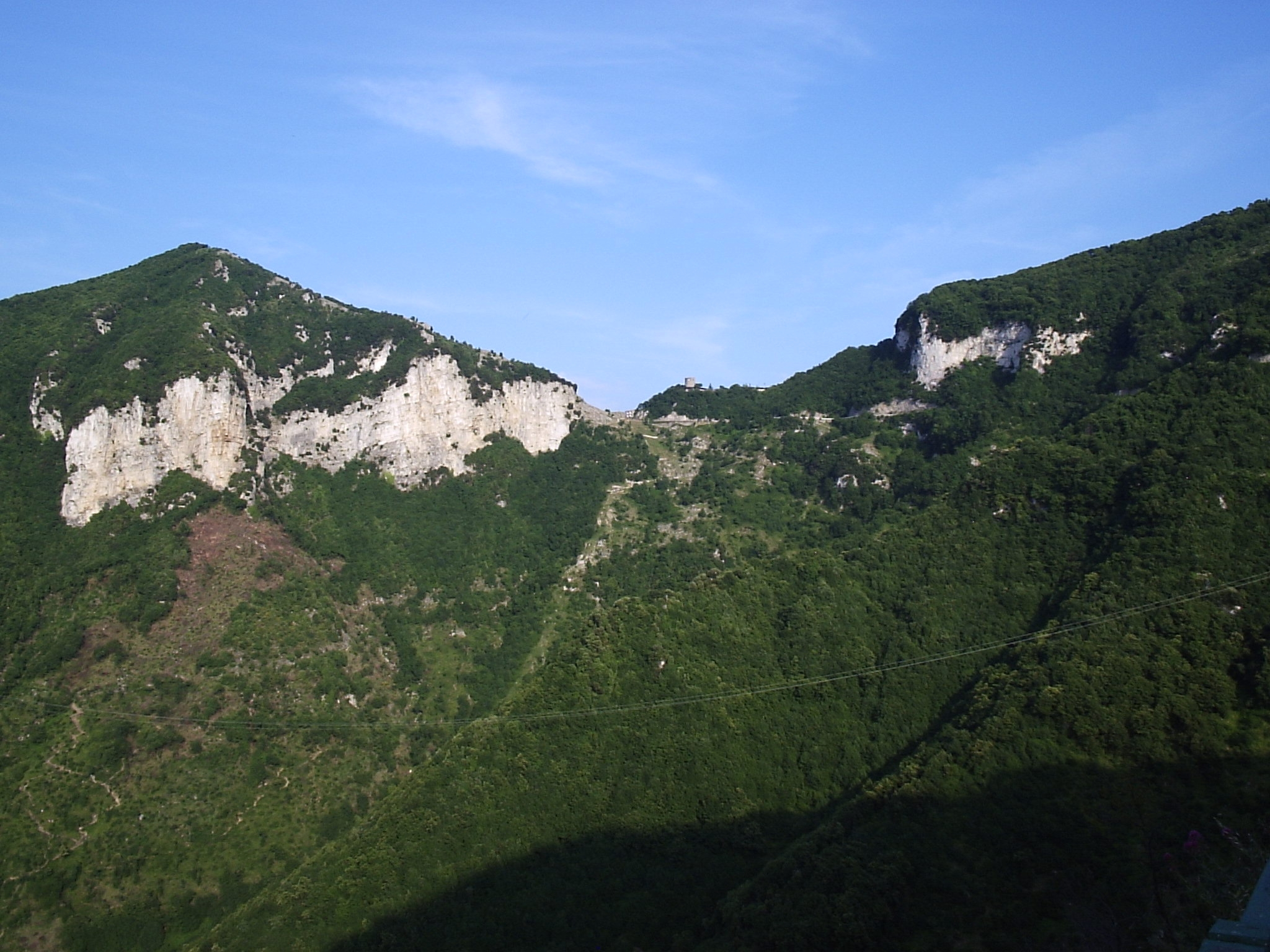
Vista del valico di Chiunzi

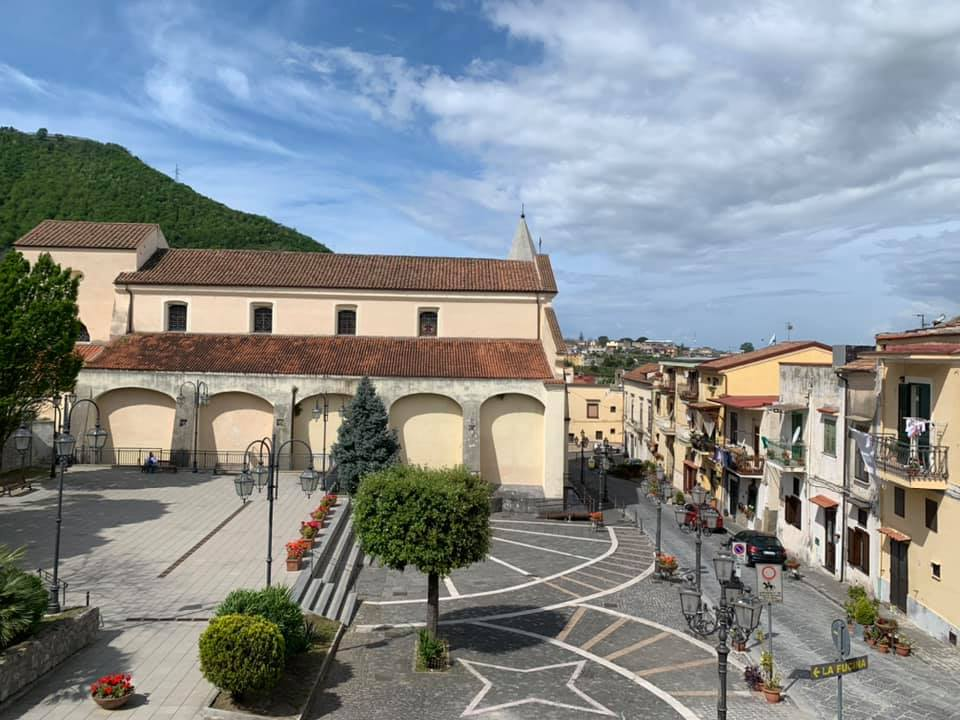
Piazza Ferrajoli con l'abbazia di Santa Maria Maddalena in Armillis

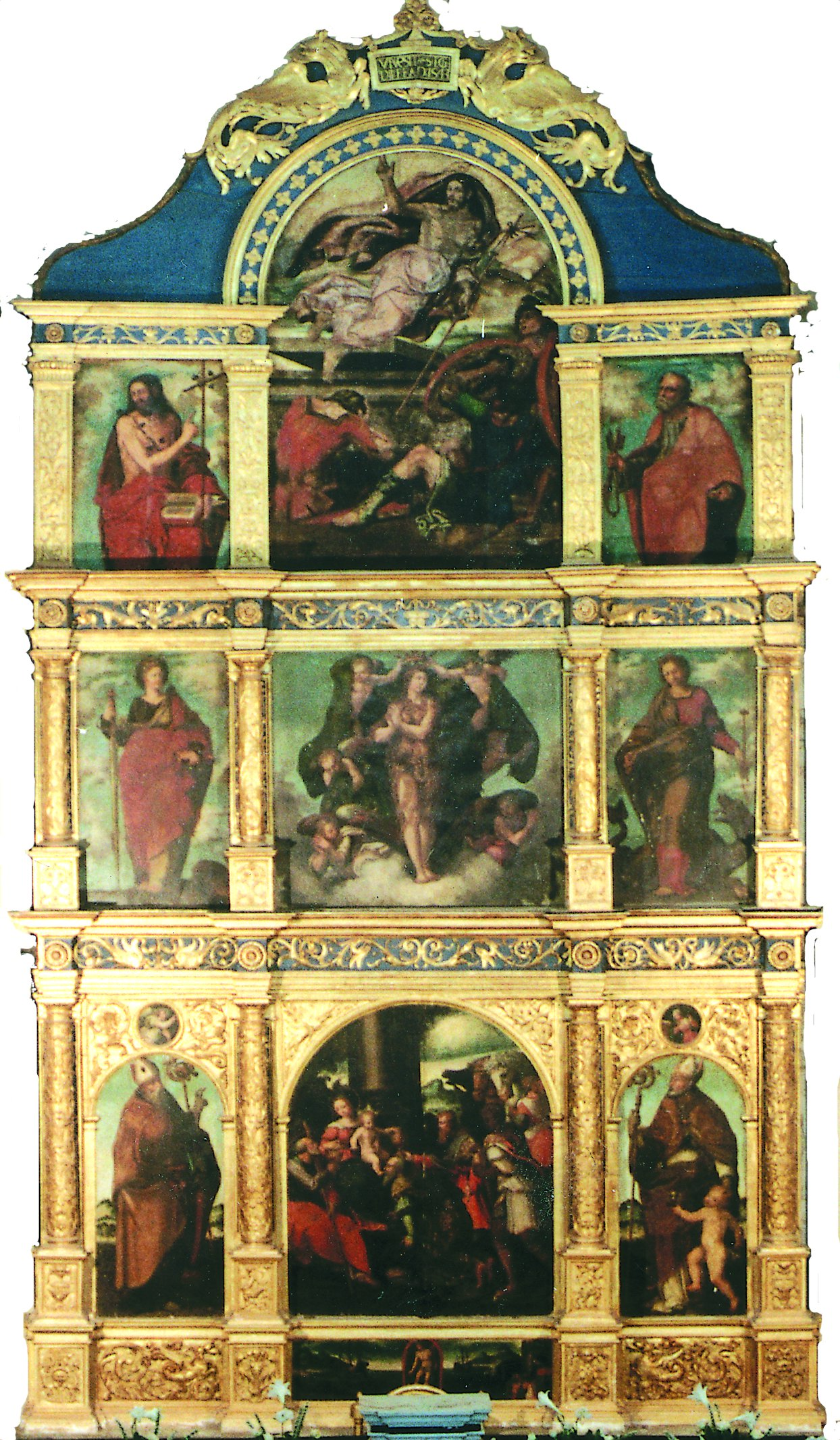
Polittico di Giovan Lorenzo Firello (1540-43). Altare Maggiore dell'abbazia di Santa Maria Maddalena in Sant’Egidio del Monte Albino

La più antica traccia di insediamento sul territorio del comune riguarda una villa rustica del II secolo a.C., successivamente inglobata nella cripta dell'abbazia di Santa Maria Maddalena. Sempre ad epoca romana appartengono un blocco marmoreo con raffigurazioni del dio Sarno, utilizzato nella "fontana di San Nicola" o "fonte Helvius". Il dio compare nelle due versioni iconografiche conosciute (come giovane e come uomo maturo) sui diversi lati del blocco, riferibili al fiume alla sorgente e alla foce.
La fontana è alimentata da un acquedotto, risalente alla stessa epoca, costituito da un condotto lungo diverse centinaia di metri, alto circa 2 m e largo intorno ai 1,2 m, che prende avvio in un punto posto a circa 20 metri sotto il livello del suolo e lungo il suo sviluppo risulta munito di diversi pozzi di aerazione.
Tra l'VIII e l'XI secolo, il locus era noto come Petruro. Nell'area in cui sorgeva la villa rustica divenne sede di un monastero benedettino dedicato a saint Gilles (sant'Egidio), attestato per la prima volta in un documento del 1113, con il quale passa in proprietà dell'abbazia di San Trifone di Ravello, possesso confermato da Federico II di Svevia nel 1231, insieme alla chiesa di Santa Maria Maddalena annessa al monastero.
Nel novembre 1042 è menzionata una zona tra Sant'Egidio e la futura Corbara, chiamata gorga de lupenum: l'attuale Vena del Lupo.
L'abitato sviluppatosi intorno al monastero, l'università di Sant'Egidio, insieme a quelle di Pagani e Corbara fece parte dei casali del dipartimento di "Nocera Sottana" della Civitas Nuceriae, la confederazione di casali che conservava il ricordo della città di Nocera dei Pagani dopo la distruzione subita da Ruggero II nel 1137. L'università di Sant'Egidio era costituita da tre casali, Sant'Egidio, San Lorenzo e Corbara, ma quest'ultima si costituì in università autonoma nel 1570, parallelamente alla concessione da parte del vescovo di Nocera di una nuova parrocchia nel 1587.
Sant'Egidio venne colpita da una alluvione nel 1610 e dall'eruzione del Vesuvio del 1631. Un'epidemia di peste nel 1656 causò la morte di almeno il 35% della popolazione. Il catasto onciario redatto nel 1753 mostra un maggiore benessere rispetto agli altri centri della valle e testimonia il passaggio dalla coltivazione della vite a quella degli agrumi.
Gli ordinamenti municipali delle università furono aboliti dal re di Napoli Giuseppe Bonaparte nel 1806 e sostituiti da comuni. Dopo l'annessione al Regno d'Italia, per distinguersi dagli altri comuni con toponimi simili prese il nome attuale e furono condotte nel territorio opere pubbliche, riguardanti sia il regime delle acque (sistemazione dell'alveo del torrente Corbara), sia la viabilità (strada per il valico di Chiunzi e la costiera amalfitana).
Durante il regime fascista nell'ambito della riorganizzazione amministrativa dovuta alla creazione del nuovo comune di Pompei nel 1928, il comune di Sant'Egidio fu accorpato nel 1929 al comune di Angri e riottenne la propria autonomia amministrativa nel 1946. Il centro storico è patrimonio culturale dell'UNESCO.

### Simboli

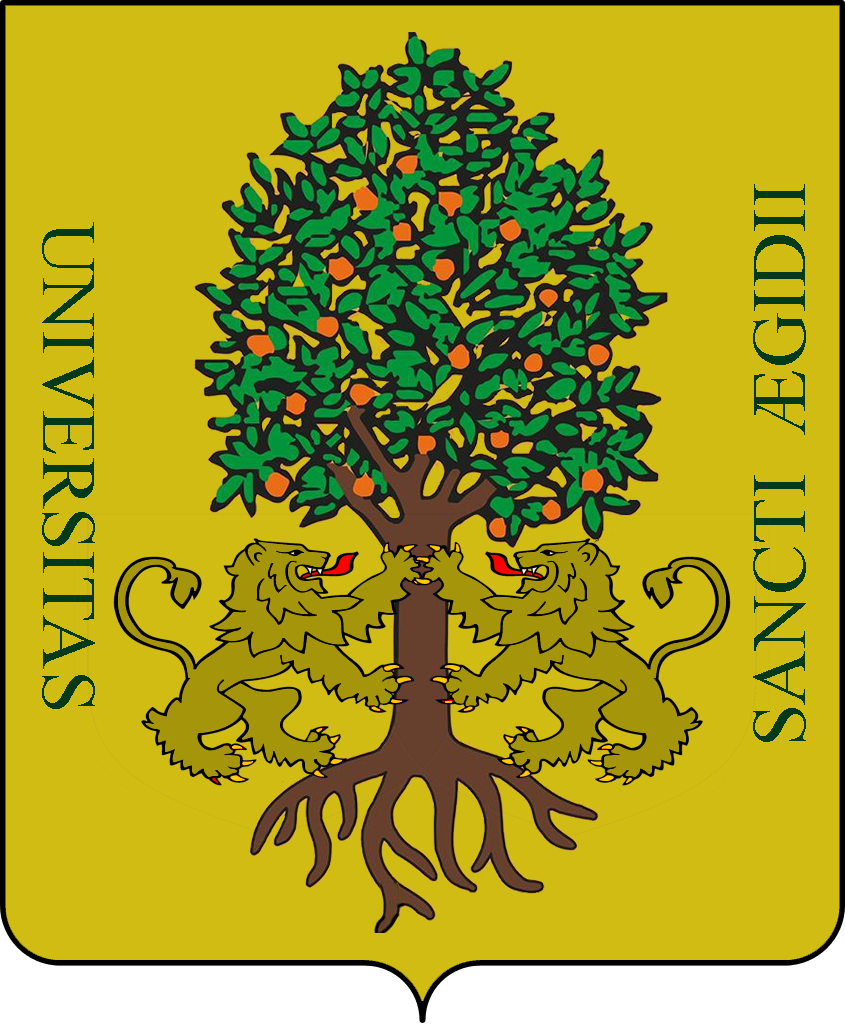
Ricostruzione dello stemma universitario.

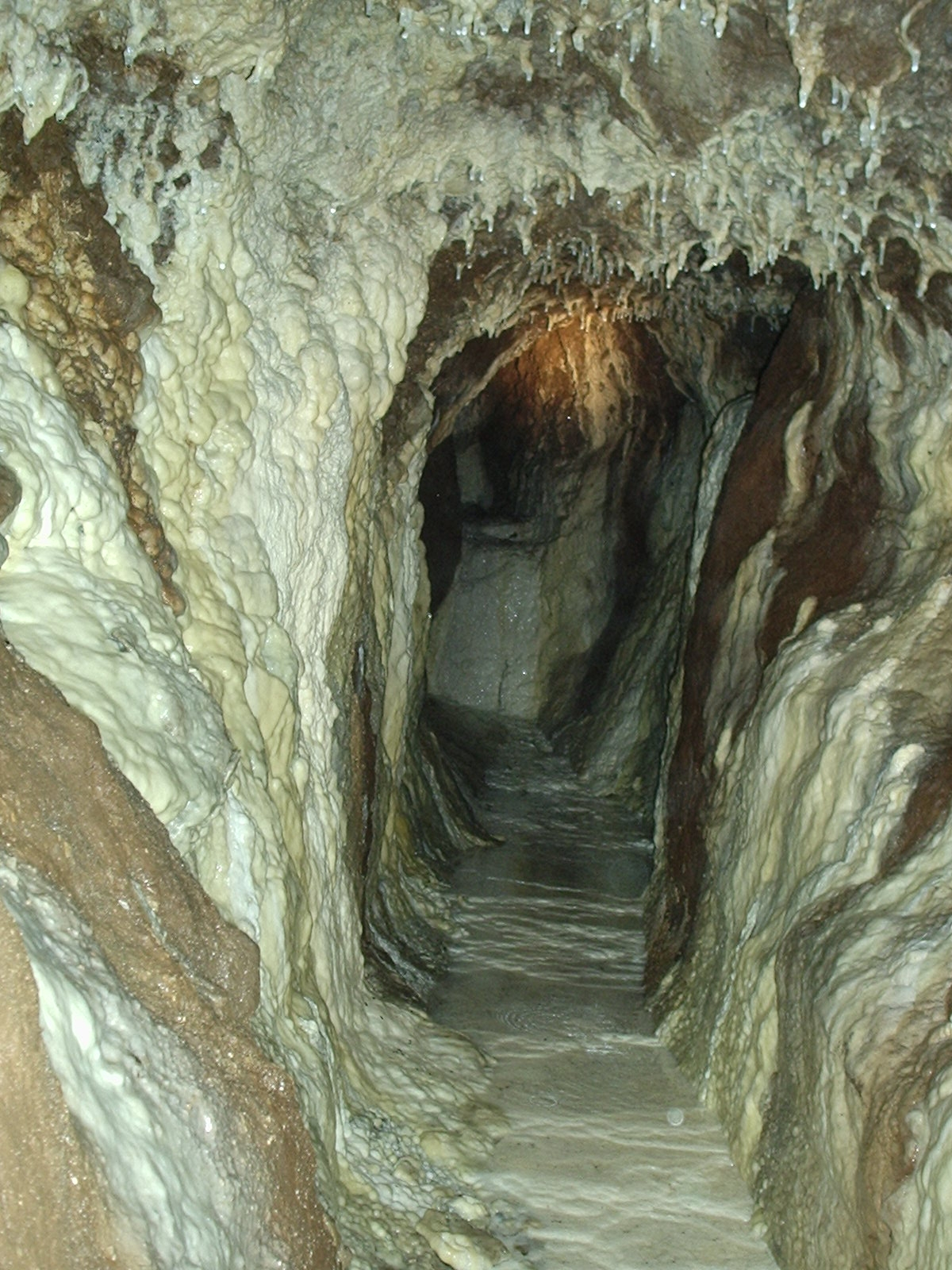
Acquedotto romano di Sant'Egidio del M.A.

Lo stemma del comune di Sant'Egidio di Monte Albino è stato riconosciuto con decreto ministeriale del 28 maggio 1913 e successivamente concesso, insieme al gonfalone municipale, con decreto del presidente della Repubblica del 1º marzo 1968.
Lo stemma del comune riprende quello dell'abbazia, già attestato nel 1549: vi compaiono un albero di noce, elemento presente in tutti gli stemmi dei comuni che avevano fatto parte della Civitas Nuceriae, e due leoni rampanti affrontati. Il pastorale dietro lo scudo richiama il titolo abbaziale.
Il gonfalone è un drappo di azzurro.

## Monumenti e luoghi d'interesse

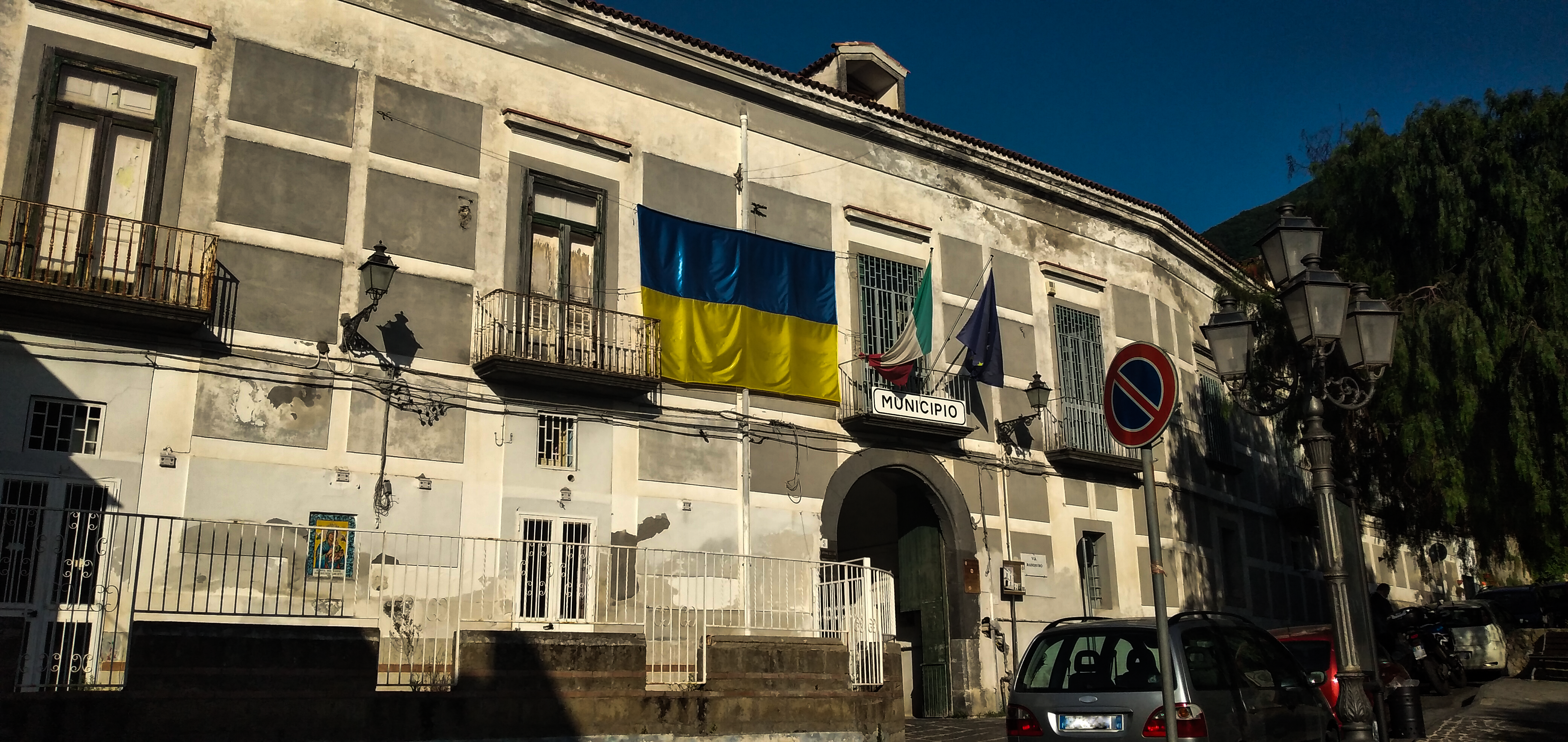
Palazzo Ferrajoli della Fontana

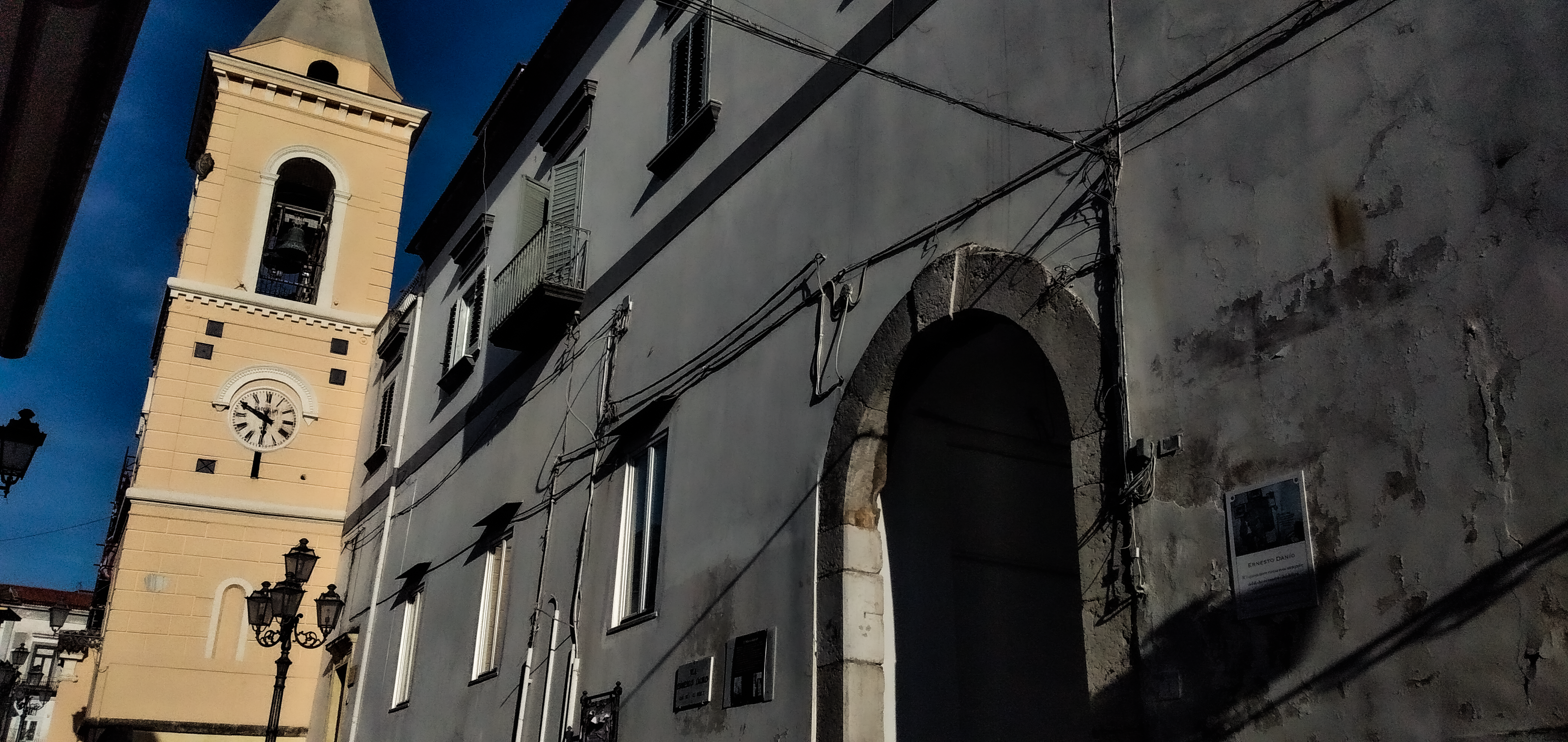
Palazzo Abbaziale

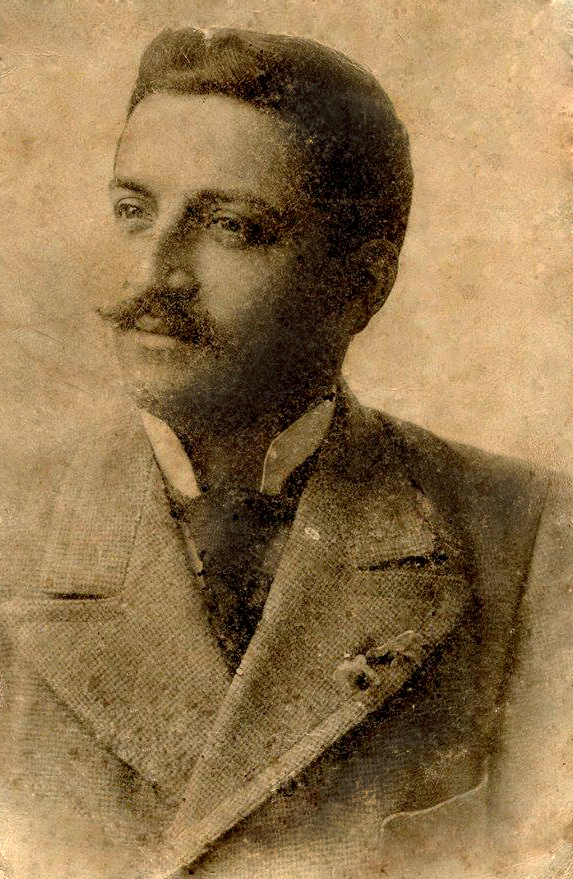
Il poeta Aniello Califano

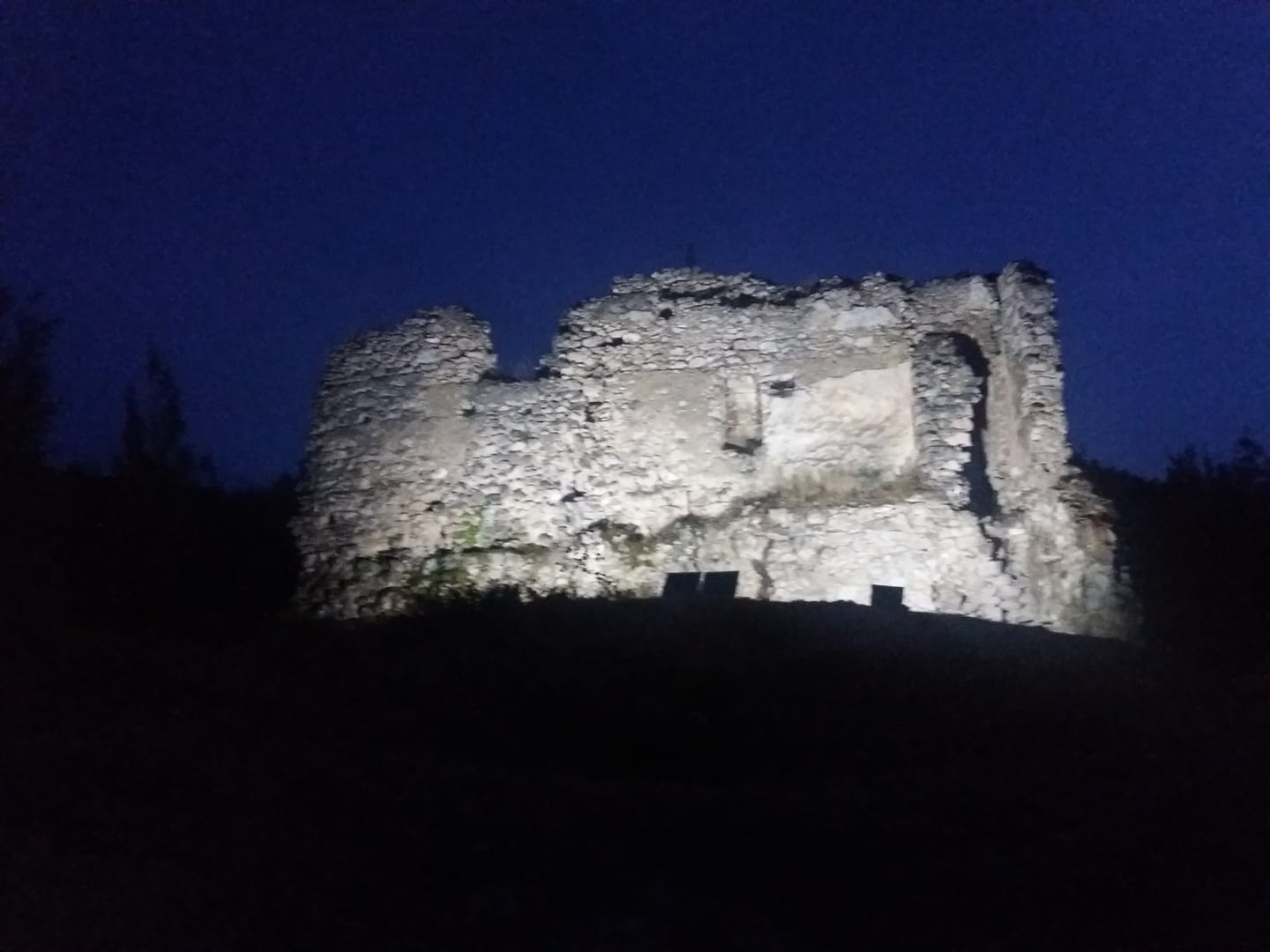
Eremo di Sant'Angelo

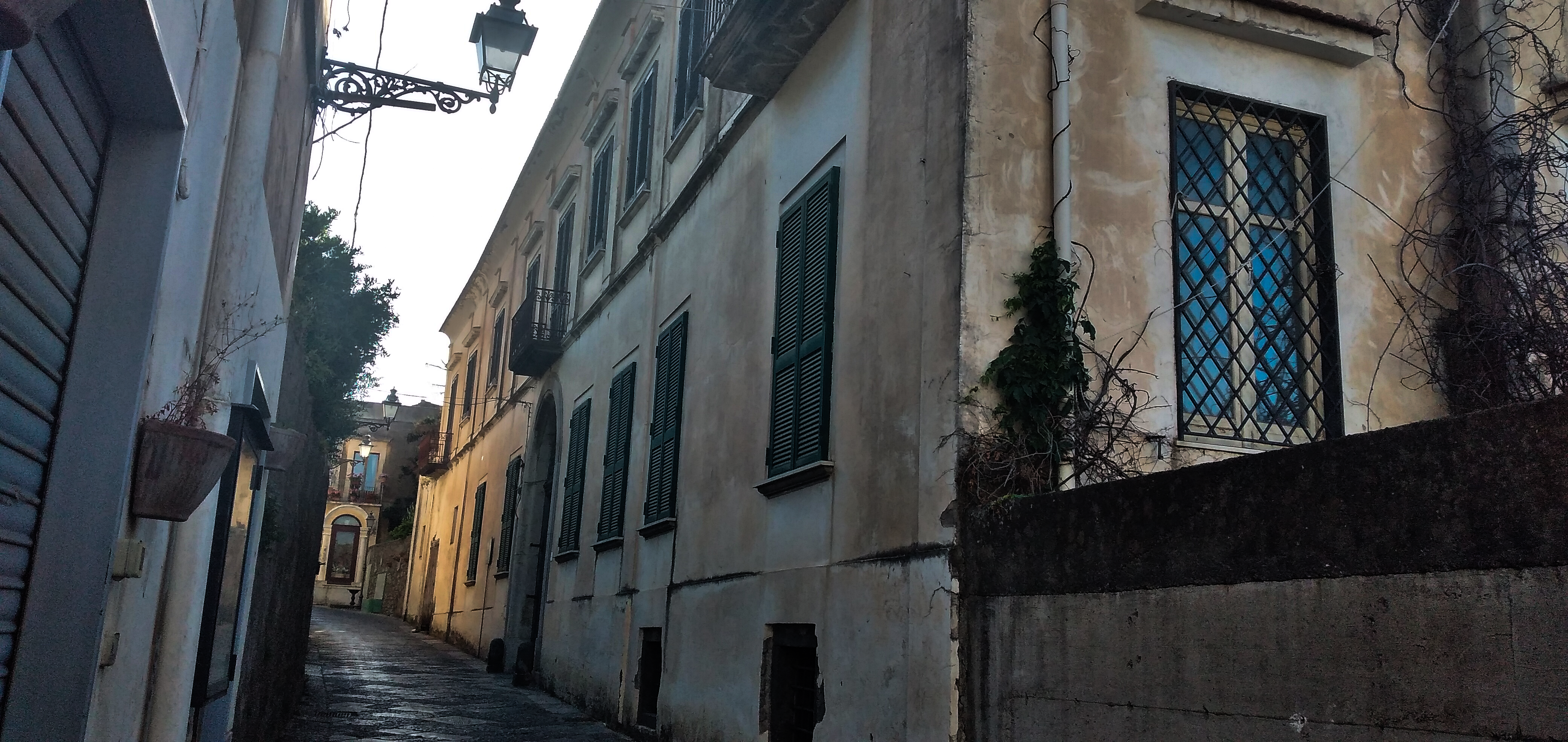
Palazzo Ferrajoli della Starza

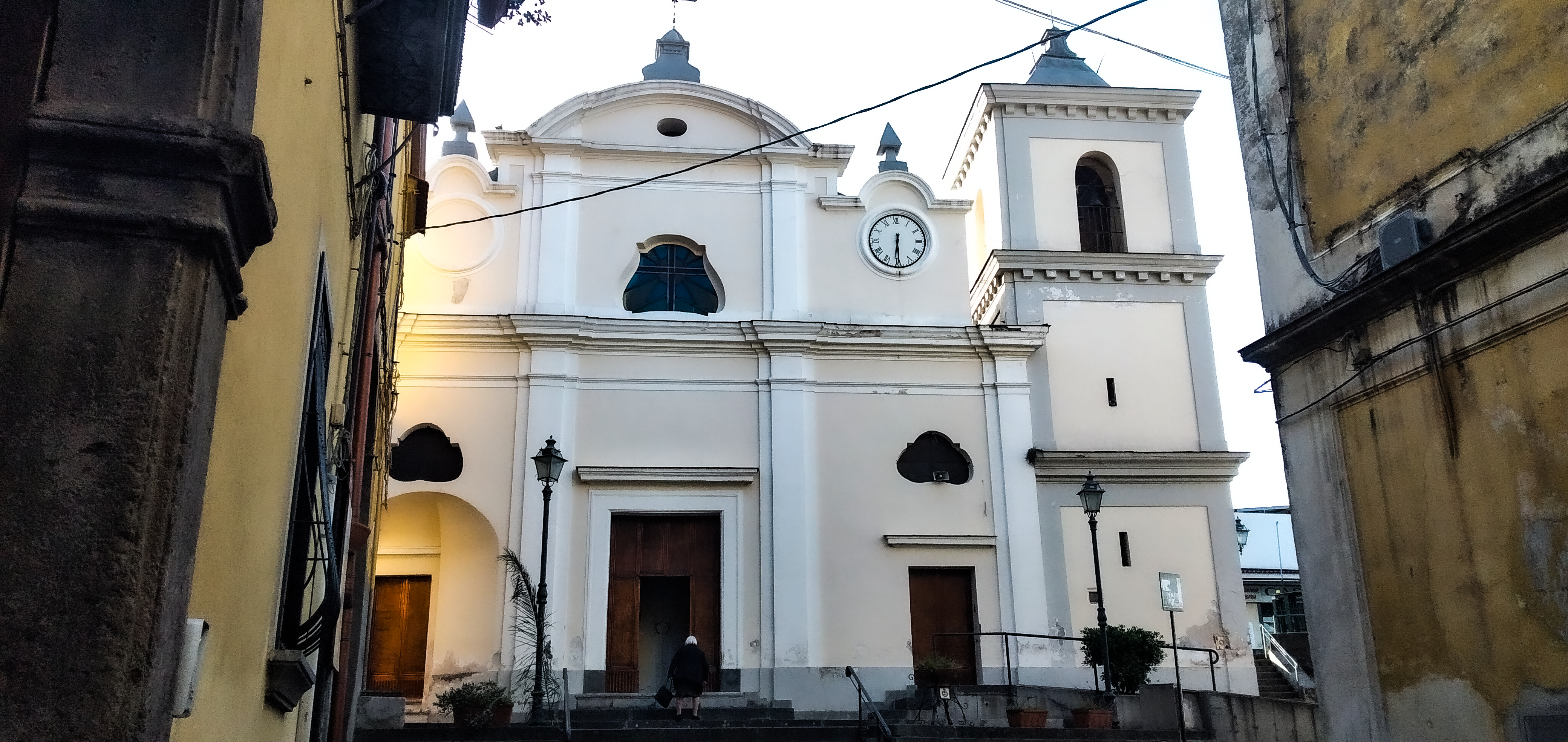
Chiesa di Santa Maria delle Grazie

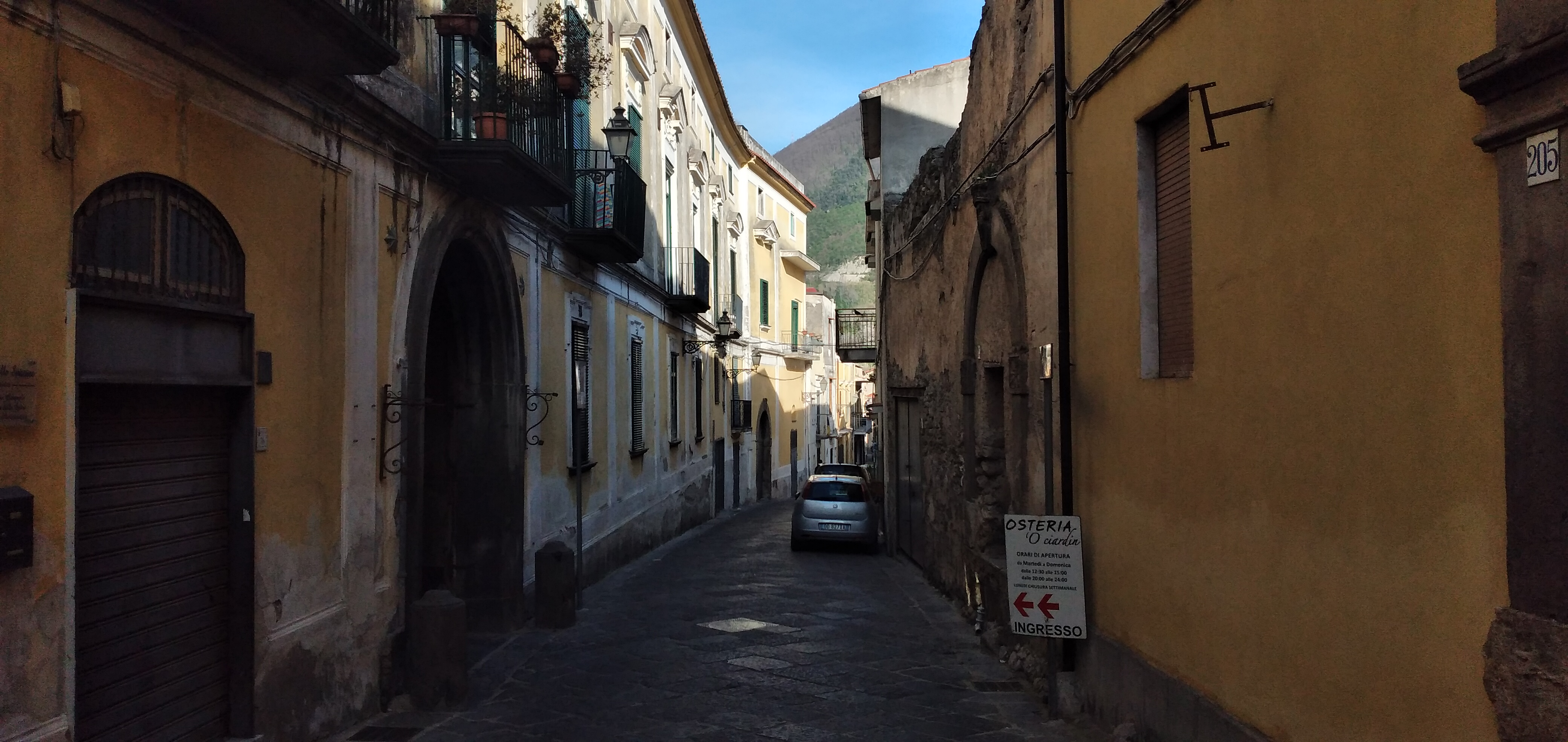
Palazzo Ferrajoli della Cappella

Palazzo di Capo Casale

- Abbazia di Santa Maria Maddalena in Armillis

L'antico monastero benedettino di Sant'Egidio, sorto tra l'VIII e l'XI secolo su una villa rustica romana, appartenne in origine all'abbazia di San Trifone di Ravello. Dopo la distruzione di quest'ultimo nel 1438 ne ereditò il titolo abbaziale. La chiesa dell'antico monastero benedettino, dedicata a Santa Maria Maddalena fu demolita alla fine del XV secolo a causa delle sue precarie condizioni e sostituita da un nuovo edificio edificato tra il 1506 e il 1542. L'edificio conserva affreschi dal XII al XIV secolo (San Nicola del XII secolo, Sant'Egidio e il miracolo della cerva del XIII secolo e Crocifissione e Maria Maddalena del XIV secolo) e un polittico collocato sull'altare maggiore e variamente attribuito, oltre a una tela con Madonna del Rosario alla quale avrebbe contribuito Luca Giordano. Nel XVIII secolo furono attivi nella chiesa Angelo e Francesco Solimena, mentre al secolo successivo appartiene una Pietà di Tommaso De Vivo. Accanto alla chiesa sorge il palazzo abbaziale (oggi in proprietà privata), che ha ospitato, nel corso dei secoli, vari abati, alcuni dei quali vescovi e cardinali di una certa notorietà: tra questi ultimi, Ascanio Filomarino, arcivescovo di Napoli dal 1641, e Giuseppe Renato Imperiali, che, nel 1730, fu sul punto di succedere sul soglio pontificio a papa Benedetto XIII.
- Acquedotto romano di Sant'Egidio

Ancora oggi, alimentato da diverse sorgenti, fornisce d'acqua la Fontana Helvius. Non è difficile supporre l'epoca di edificazione, se la sua funzione originaria era quella di portare l'acqua a valle per alimentare la villa Helvius e la sua fontana. Scavato interamente nella roccia e nella montagna ed interrato ad una profondità che arriva fino ai 25 metri, alterna un percorso in cui allo stupore per la tecnica di edificazione (opus incertum con lastroni di tegole a fare da volta) si unisce la meraviglia per il paesaggio naturalistico, laddove il bianco del deposito calcareo dell'acqua spicca nell'oscurità.
- Torre di Chiunzi

La Torre di Chiunzi si trova a 700 m sul livello del mare, tra la confluenza fra la strada che conduce a Maiori e quindi verso la costa, e la strada che conduce a Ravello. Si trova sull'unico valico naturale che nei secoli ha messo in comunicazione la zona costiera con l'entroterra, permettendo antichi scambi commerciali. Al di sopra del valico, sul lato occidentale, fu costruita la torre di difesa e tra il valico e la torre furono costruiti i fortilizi. Come la Rocca di S. Maria La Nova (oggi sede del cimitero), anche la Torre di Chiunzi fu fatta costruire dal Principe Raimondo del Balzo Orsini (conte palatino di Nola e di Sarno, maestro giustiziere del Regno, principe di Salerno e duca di Amalfi) da lui ordinati con diploma del 10 agosto 1453, alla cui morte (1459) i lavori per il proseguimento della costruzione furono continuati per ordine della Principessa Eleonora d'Aragona, nel 1459, come appare da un documento riportato dallo storico Camera. Nel corso di oltre quattro secoli la Torre fu spettatore di tante vicende e guerre. E fu anche passaggio obbligato per chi doveva recarsi verso l'Agro Nocerino, venne applicato il diritto di passaggio o pedaggio o "pedatico", preteso da Antonia e Margherita Sanseverino, contesse di Montoro, "ma non sappiamo con quale titolo" come ribadisce il Camera. Di proprietà della famiglia Ermenelgildo Giordano, è ora sede operativa dell'Associazione costiera amalfitana Riserva della Biosfera.
- Chiesa di San Lorenzo e San Diodato Martiri

In S. Lorenzo, fin da tempi remoti, esisteva una cappella intitolata al martire Lorenzo, posta sotto la giurisdizione del Monastero di Sant'Angelo in Grotta di Nocera e dell'abbazia della Trinità di Cava, ma si trovava in aperta campagna. Solo nel 1616, su iniziativa del chierico Geronomo Stile, iniziarono i lavori di costruzione di un oratorio, col titolo di San Lorenzo, nel centro abitato del villaggio. Ottenuta, nel 1626, l'elevazione al titolo di Parrocchia per il suo Oratorio, Geronimo Stile, con atto del notaio Tiberio Tortora del 4 settembre 1626, donò alla predetta Chiesa e al suo Rettor Curato una camera ed una casa, accoste alla Chiesa, oltre ad un terreno in località Rondinella. Tuttavia, fu sul finire del Seicento che la nuova parrocchia cominciò a funzionare abbastanza regolarmente, ma bisognò attendere la metà dell'Ottocento e la reggenza del Parroco don Salvatore Buoninconti, perché la Chiesa assumesse, nell'aspetto esteriore e nella conduzione, quella dignità che il suo fondatore aveva inteso conferirle. Attualmente, così come nell'antichità, si trova al centro del paese, nella frazione omonima. Si erge su un sagrato, dove dominano tre ingressi. La chiesa è a tre navate, con un interessante altare centrale in marmi policromi. Tra le opere d'arte, dopo la perdita della tela di S. Lorenzo, vanno segnalati gli affreschi dedicati al Santo sulla copertura centrale.
- Chiesa di Sant'Antonio da Padova

È una chiesa parrocchiale situata in zona periferica. È stata edificata nel 1950.
- Chiesa di Santa Maria delle Grazie

Realizzata nel 1700 conservava un quadro raffigurante la Madonna (recentemente trafugato), acquistato da un mercante di S. Egidio presso un turco all'epoca della Repubblica di Amalfi, a cui la leggenda attribuisce poteri miracolosi.
- Antico Eremo di Sant'Angelo

Situato su Colle S. Angelo a 180 m s.l.m. le notizie circa la sua datazione sono molto scarse. La visita pastorale di Mons. Eusebio, vescovo di Capri e amministratore della Diocesi di Nocera, confermerebbe la sua esistenza già nel 1526. Nel resoconto della visita pastorale del 19 novembre 1721 viene testimoniata l'esistenza del complesso, ormai diruto. Dell'antico eremo è evidente la navata centrale della chiesa. Riportato alla luce nel 2020 in piena pandemia grazie ad un gruppo di volontari.
- Palazzo Ferrajoli della Cappella

Adiacente alla cappella di S. Maria delle Grazie, sembra essere stato realizzato in epoca precedente a quest'ultima pur possedendo una veste settecentesca. Presenta sicuramente la facciata più elegante tra i palazzi storici presenti a Sant'Egidio nonché un patio in muratura, nel giardino retrostante, edificato assieme all'edificio e degno di nota per i suoi stucchi decorativi.
- Palazzo Ferrajoli della Fontana

Realizzato in epoca anteriore al 1500, apparteneva originariamente alla famiglia Desiderio e, dal 1605, passò come dote alla famiglia Ferrajoli. Presenta nella corte una stele funeraria del periodo adrianeo. Dal 2022 ospita provvisoriamente il municipio della cittadina.
- Palazzo Ferrajoli della Starza

Edificato nei primi del 1800 su una ex proprietà ecclesiastica, sorse in posizione vicina alla precedente residenza della ricca famiglia dei Ferrajoli della Starza, demolita in seguito al sisma del 1980.
- Palazzo Abbaziale

Originariamente fu parte integrante del monastero di Sant'Egidio e, probabilmente, parte delle sue strutture murarie risalgono all'epoca della prima costruzione, che è databile tra l'VIII ed il IX secolo. Dal 1438, a seguito dell'assunzione del titolo di Abbazia da parte dell'antico monastero, questo edificio diventò la residenza ufficiale degli Abati.
- Palazzo di Capo Casale

In origine un unico palazzo di pertinenza dei Ferrajoli, posto nel Capo Casale in quanto primo luogo visibile dai viandanti che transitavano sulla via commerciale. Ad oggi sopravvivono le due cortine interne.

## Società

### Evoluzione demografica
Abitanti censiti

### Religione
La maggioranza della popolazione è di religione cristiana di rito latino.
Il comune appartiene alla forania di Angri della diocesi di Nocera Inferiore-Sarno, suddivisa in tre parrocchie:
- Abbazia di Santa Maria Maddalena in Armillis
- Parrocchia San Lorenzo e San Diodato Martiri
- Parrocchia San Antonio da Padova

La città è sotto il patronato di San Nicola da Bari dal 16 luglio 1702.
Il busto ligneo del 1700 è conservato nella monumentale abbazia di Santa Maria Maddalena in Armillis. I compatroni sono Sant'Egidio abate e Santa Maria Maddalena.

### Tradizioni e folclore

#### Festa Medieval-Rinascimentale "I Cortili Della Storia"
È organizzata dalla pro loco ogni anno il terzo sabato e la terza domenica di settembre nel centro storico. Nei due giorni della manifestazione, figuranti in costumi d'epoca fanno bella mostra all'interno delle caratteristiche corti cinquecentesche e seicentesche, rievocando momenti della vita di un tempo e antichi mestieri.

##### Corteo storico
Si tratta della rievocazione in costume dell'Elezione del Sindaco Particolare dell'antica Università di Sant'Egidio che si svolse ininterrottamente dagli inizi del Cinquecento al 1806, anno in cui per effetto della legge di abolizione della feudalità di Giuseppe Bonaparte, re di Napoli, furono soppresse le Università e costituiti i Comuni. Per il casale di Sant'Egidio fu un evento di grande significato storico, destinato ad incidere in maniera profonda sul futuro della comunità. Infatti, a seguito della legge Bonaparte, Sant'Egidio del Monte Albino rompeva i suoi legami millenari con la città di Nocera, una confederazione di casali che, con un sistema di tipo "federale", retto da una costituzione nota come "Laudo Baldini", legava amministrativamente i casali di un territorio piuttosto esteso, che oggi si potrebbero identificare grosso modo nel comprensorio che da Nocera Superiore arriva fino a Corbara. La rievocazione, dunque, si prefigge di tramandare alle giovani generazioni un fondamentale momento che caratterizzava la vita delle antiche comunità nocerine: l'elezione dei propri rappresentanti istituzionali. Essa si svolge nella terza domenica di settembre con la sfilata del corteo dei figuranti per le strade cittadine e due rappresentazioni: il saluto al rappresentante del Governatore della Città di Nocera sul sagrato della chiesa di Santa Maria delle Grazie e la rievocazione dell'elezione del Sindaco (col sistema delle fave e delle noci deposte in un sacchetto) sul sagrato dell'abazia di Santa Maria Maddalena. Nata per iniziativa dell'Associazione per l'Elezione dei Sindaci Universali della Città di Nocera, oggi si avvale della collaborazione dell'Associazione "Maggio nel '600" di Nocera Inferiore, "Comunità in cammino" di Pagani, "Sbandieratori e Musici Nocera de' Pagani", e della consulenza storica e scenografica della Pro Loco di Sant'Egidio del Monte Albino.

#### Secolare festa di Maria Santissima delle Grazie e San Nicola da Bari
Si svolge, ogni anno, da oltre 100 anni, la seconda domenica di luglio nel centro storico.
I festeggiamenti sono caratterizzati da concerti, spettacoli canori, artistiche luminarie e da grandiosi e suggestivi spettacoli pirotecnici. La domenica mattina, dopo la Santa Messa, segue la tradizionale Peregrinatio dei Santi per strade della cittadina fino a sera. Particolare suggestivo è lo spettacolo di fuochi pirotecnici che si svolge in Piazza Cappella per concludere la processione con l'entrata dei Santi in chiesa. Ogni anno nei giorni dei festeggiamenti la città ha ospitato concerti di noti artisti italiani, tra cui si annoverano Fausto Leali, Toto Cutugno, Annalisa Minetti, Nino D'Angelo, Pupo, Little Tony, Anna Tatangelo e Luisa Corna.

#### Commemorazione "Aniello Califano"
Manifestazioni volte a promuovere la figura del poeta cittadino Aniello Califano, autore della canzone O Surdato Nammurato, scomparso nella sua Villa paterna a Sant'Egidio del Monte Albino il 20 febbraio 1919. Ogni anno le celebrazioni di commemorazione sono promosse dalla Pro Loco di Sant'Egidio del Monte Albino in collaborazione con il Comune di Sant'Egidio del Monte Albino. Dal 27 novembre 2016, all'interno della Biblioteca Civica è attivo il Polo di ricerca sulla figura del poeta.

#### Vivacultura
Rassegna culturale promossa dal Comune di Sant'Egidio del Monte Albino in collaborazione con la Pro Loco di Sant'Egidio del Monte Albino. Si tiene nel mese di settembre nel Cortile di Palazzo Ferrajoli della Fontana. Da alcuni anni la rassegna è dedicata al Nobiluomo Francesco Ferrajoli. Tra gli ospiti di Palazzo Ferrajoli si annoverano: Marisa Laurito, Roberto Saviano, Michele Placido, Pietro Grasso, Nando Paone, Dario Vergassola, Benedetto Casillo, Raffaele Cantone, Pippo Franco, Pamela Villoresi, David Sebasti, Raffaele Cantone, Liliana de Curtis, Gino Rivieccio e altri ancora.

#### Altre feste
- Festa patronale in onore di San Nicola e della Madonna delle Grazie: seconda domenica di luglio
- Festa Santi Lorenzo e Diodato: 10 agosto
- Festa Sant'Antonio di Padova: 13 giugno
- Solennità del patrono San Nicola: 6 dicembre
- Festa di Santa Maria Maddalena: 22 luglio
- Solennità di Sant'Egidio Abate: 1º settembre
- Festa di Sant'Angelo: Lunedì in Albis e 2 ottobre

## Geografia antropica

### Frazioni
In base allo statuto comunale di Sant'Egidio del Monte Albino le frazioni sono:
- Orta Loreto
- San Lorenzo

## Economia
L'economia cittadina è basata sul settore agricolo-turistico. La cittadina è situata all'inizio della costiera amalfitana e a 10 km da Pompei.

## Infrastrutture e trasporti

### Principali arterie stradali
- Strada statale 18 Tirrena Inferiore che attraversa il territorio comunale per un breve tratto e incrocia la ex SS 367.
- Ex Strada statale 367 Nolana Sarnese, che termina il suo tracciato nel territorio di Sant'Egidio del Monte Albino.
- Strada Provinciale 2/a San Lorenzo-Corbara-Chiunzi, principale collegamento viario fra l'agro nocerino-sarnese e la costiera amalfitana.
- Strada Provinciale 185 Via Longa-Innesto SS 18-Ortoloreto-Ortalonga-Innesto SS 367.
- Strada Provinciale 3 Sant'Egidio del Monte Albino-Frazione San Lorenzo.
- Strada Provinciale 281 Bivio SP 2-Inizio Occidentale-Variante di Pagani.

### Mobilità urbana
Il trasporto pubblico è gestito dal CSTP (Consorzio Salernitano Trasporti Pubblici) e dalla SITA.

## Amministrazione

### Altre informazioni amministrative
Ha fatto parte della Comunità Montana Penisola Amalfitana fino al 2008, anno della soppressione dell'ente.
Il comune si trova nel Parco regionale dei Monti Lattari.
La gestione del ciclo dell'acqua è affidato all'ATO 3 Sarnese Vesuviano.

## Sport
Il principale sport praticato nella cittadina è il calcio. La squadra più rappresentativa della città è l'ASD Sant'Egidio Calcio, prima squadra del paese.
Risorto dalle ceneri dello storico Sant'Egidio, nel 2018/2019 L'ASD Sant'Egidio Calcio vince il campionato di Terza Categoria, nell'anno calcistico successivo 2020/2021 approda e vince il campionato di Seconda Categoria. Nel 2021/2022 si riconferma in Prima Categoria, vincendo in maniera netta anche questo campionato e accedendo così in Promozione, il presidente è il giovane sangiliano Francesco Pepe. IL Sant'Egidio partecipa al campionato di prima categoria 2024/2025 girone F
Per quanto concerne il calcio femminile, la città era rappresentata dal Sant'Egidio Femminile. Dopo aver vinto, nel 2017/18, la Coppa Campania, la Coppa Disciplina ed il Campionato Regionale e partecipato al campionato di Serie C per tre anni, dal 2021 la società si è dedicata al settore giovanile femminile. 

### Impianti sportivi
- Stadio Comunale "Antonio Spirito".
- Centro Polisportivo Comunale.